# 28e gala des prix Félix

Les lauréats des prix Félix en 2006, artistes québécois œuvrant dans l'industrie de la chanson, ont reçu leurs récompenses à l'occasion du vingt-huitième Gala de l'ADISQ, animé par Louis-José Houde et qui eut lieu au théâtre Saint-Denis de Montréal le dimanche 29 octobre 2006. Cette remise de Félix a été ponctuée des prestations musicales de Pierre Lapointe, Ariane Moffatt, Marie-Jo Thério, Malajube, Kaïn, Simple Plan, Robert Charlebois, Annie Villeneuve et Mario Pelchat avec en plus un numéro hommage à Diane Dufresne. La direction artistique du gala de l’ADISQ était de Dominique Giraldeau, conseillée par Josée Fortier et Joseph St-Gelais. Les textes étaient signés de François Avard et Louis-José Houde. Nous retrouvions aussi David Laflèche, à la direction musicale, Jocelyn Barnabé à la réalisation et Céline Laberge à la production exécutive.

## Interprète masculin de l'année
- Dany Bédar

Autres nommés : Corneille, Sylvain Cossette, Marc Déry, Dumas, Pierre Lapointe, Yann Perreau.

## Interprète féminine de l'année
- Ariane Moffatt

Autres nommées : Isabelle Boulay, France D'Amour, Céline Dion, Chloé Sainte-Marie, Marie-Jo Thério, Marie-Chantal Toupin, Mara Tremblay.

## Révélation de l'année
- Malajube

Autres nommés : Gage, Thomas Hellman, Anik Jean, Karkwa, Stéphanie Lapointe.

## Groupe de l'année
- Kaïn

Autres nommés: Karkwa, les Cowboys fringants, Malajube, Mes Aïeux.

## Auteur-compositeur de l'année
- Karkwa, Pierre Lapointe

Autres nommés : Thomas Hellman, Malajube, Manu Militari.

## Artiste s'étant le plus illustré hors Québec
- Simple Plan

Autres nommés: Corneille, DobaCaracol, Gage, Natasha Saint-Pier.

## Artiste de la francophonie s'étant le plus illustré au Québec
- Louise Attaque

Autres nommés : Arthur H, Thomas Fersen, Katerine, Diane Tell.

## Chanson populaire de l'année
- Évangéline (Annie Blanchard)

Autres nommées : Je ne vous oublie pas (Céline Dion), Voyager vers toi (Marc Dupré), Embarque ma belle (Kaïn), Plus rien (les Cowboys fringants), Les Corneilles (les Porn Flakes), Vraiment beau (les Trois Accords), Montréal (Ariane Moffatt), Aimer (Mario Pelchat), Un ange qui passe (Annie Villeneuve).

## Album le plus vendu
- Star Académie 2005 (artistes variés)

Autres nommés : Salut Joe (artistes variés), Nulle part ailleurs de Kaïn, La Forêt des mal-aimés de Pierre Lapointe, Le Cœur dans la tête d'Ariane Moffatt.

## Album pop de l'année
- La forêt des mal-aimés de Pierre Lapointe

Autres nommés : Le Temps de te dire je t'aime, Claude Léveillée (artistes variés), Salut Joe (artistes variés), Star Académie 2005 (artistes variés), Les Marchands de rêves de Corneille,

## Album rock de l'année
- À travers d'Andrée Watters

Autres nommés : Chansons d'épouvante de Aut'Chose, Intense de Martin Deschamps, Train d'enfer de Rick Hughes, Les Porn Flakes des Porn Flakes.

## Album pop-rock de l'année
- Le Cœur dans la fête d'Ariane Moffatt

Autres nommés : Fou de Dan Bigras, À la figure de Marc Déry, Nulle part ailleurs de Kaïn, Turquoise de Marjo.

## Album folk contemporain de l'année
- Les matins habitables de Marie-Jo Thério

## Album country de l'année
- Merci de votre amitié de Georges Hamel

Autres nommés : 1956 d'Édouard Castonguay, Huit d'Édouard Castonguay, Sérieusement de Réal V. Benoit, Trois chaudières de sang de Avec pas d'casque

## Album traditionnel de l'année
- Les Charbonniers de l'enfer des Charbonniers de l'enfer

## Album anglophone de l'année
- MTV Hard Rock Live de Simple Plan

Autres nommés : Chemical City de Sam Roberts, Mentake de Mentake, Mississippi Rolling Stone de  Nanette Workman, Learn To Smile Again de Susie Arioli Band.

## Album alternatif de l'année
- Trompe-l'œil de Malajube

Autres nommés : Les tremblements s'immobilisent de Karkwa, Les Dales Hawerchuk des Dales Hawercuk, LPI de Navet Confit, Nucléaire de Yann Perreau.

## Album hip-hop de l'année
- Deluxxx de Atach Tatuq

## Album jeunesse de l'année
- Le Petit Chien de laine (artistes variés)

## Album humour de l'année
- Victo Power de Chick'n Swell

Autres nommés : 100 % corrosif volume 2 des Justiciers masqués, 2005 encapsulée de Pierre Verville.

## Album instrumental de l'année
- Fidèles insomnies d'Alain Lefèvre

## Album jazz création de l'année
- I Is Memory de Yannick Rieu

## Album jazz interprétation de l'année
- Jazz pour Noël de Trio Lorraine Desmarais et Jean-Pierre Zanella

## Album musique électronique de l'année
- First Aid Kit de Plaster

## Spectacle de l'année - auteur-compositeur-interprète
- Champion et ses G-Strings de Champion et ses G-Strings

Autres nommés : Tout écartillé de Robert Charlebois, Nulle part ailleurs de Kaïn, Le Cœur dans la tête d'Ariane Moffatt, Les Matins habitables de Marie-Jo Thério.

## Spectacle de l'année - interprète
- Parle-moi de Chloé Sainte-Marie

Autres nommés : Dracula - Entre la vie et la mort (artistes variés), En solo de Sylvain Cossette, Marie-Élaine Thibert de Marie-Élaine Thibert, Non négociable de Marie-Chantal Toupin.

## Spectacle de l'année - humour
- Judi et Yvon sur scène de Judi Richards et Yvon Deschamps

Autres nommés : Jean-Thomas Jobin de Jean-Thomas Jobin, Daniel Lemire de Daniel Lemire, Tout est relatif de Laurent Paquin, Urgence de vivre de Jean-Marc Parent, Rousseau de Stéphane Rousseau.

## Vidéoclip de l'année
- Plus rien (les Cowboys fringants)

Autres nommés: La mer (Stéphanie Lapointe), Coup d'État (Karkwa), Montréal (Ariane Moffatt), Guerrière (Yann Perreau).

## DVD de l'année
- À la station d'Ariane Moffatt

Autres nommés : Là où les diables vont danser de Richard Desjardins, Jérôme Minière au Grand Théâtre de Jérôme Minière, Les Charbonniers de l'enfer en personne de les Charbonniers de l'Enfer, Au pays des Denis de les Denis Drolet.

## Hommage
- Diane Dufresne

## Sources
Gala de l'ADISQ 2006